# Astrabe lactisella
Astrabe lactisella är en fiskart som beskrevs av Jordan och Snyder, 1901. Astrabe lactisella ingår i släktet Astrabe och familjen smörbultsfiskar. Inga underarter finns listade.